# Kaltenberg (massif de Verwall)
Pour l’article homonyme, voir Kaltenberg.
Le Kaltenberg est une montagne qui s’élève à 2 896 m d’altitude dans le massif de Verwall, en Autriche.